# Макрисия
Макри́сия (греч. Μακρίσια) — крупное село в Греции. Входит в общину (дим) Андрицена-Крестена в периферийной единице Элида в периферии Западная Греция. Находится на высоте 130 метров над уровнем моря, в западной части полуострова Пелопоннес, в 4 километрах к юго-западу от Олимпии, в 16 километрах к юго-востоку от Пиргоса, в 72 километрах к юго-западу от Патр и в 191 километре к юго-западу от Афин. Население 1718 человек по переписи 2011 года.

## Сообщество Макрисия
Сообщество Макрисия создано в 1912 году (ΦΕΚ 262Α). В сообщество входит село Бамбес. Население 1720 человек по переписи 2011 года. Площадь 21,877 квадратных километров.
| Наименование | Население (2011), человек |
| ------------ | ------------------------- |
| Бамбес       | 2                         |
| Макрисия     | 1718                      |

## Население
| Год  | Население, человек |
| ---- | ------------------ |
| 1991 | 2138               |
| 2001 | 1969               |
| 2011 | ↘ 1718             |